# Balthasar Gloxin (Jurist)

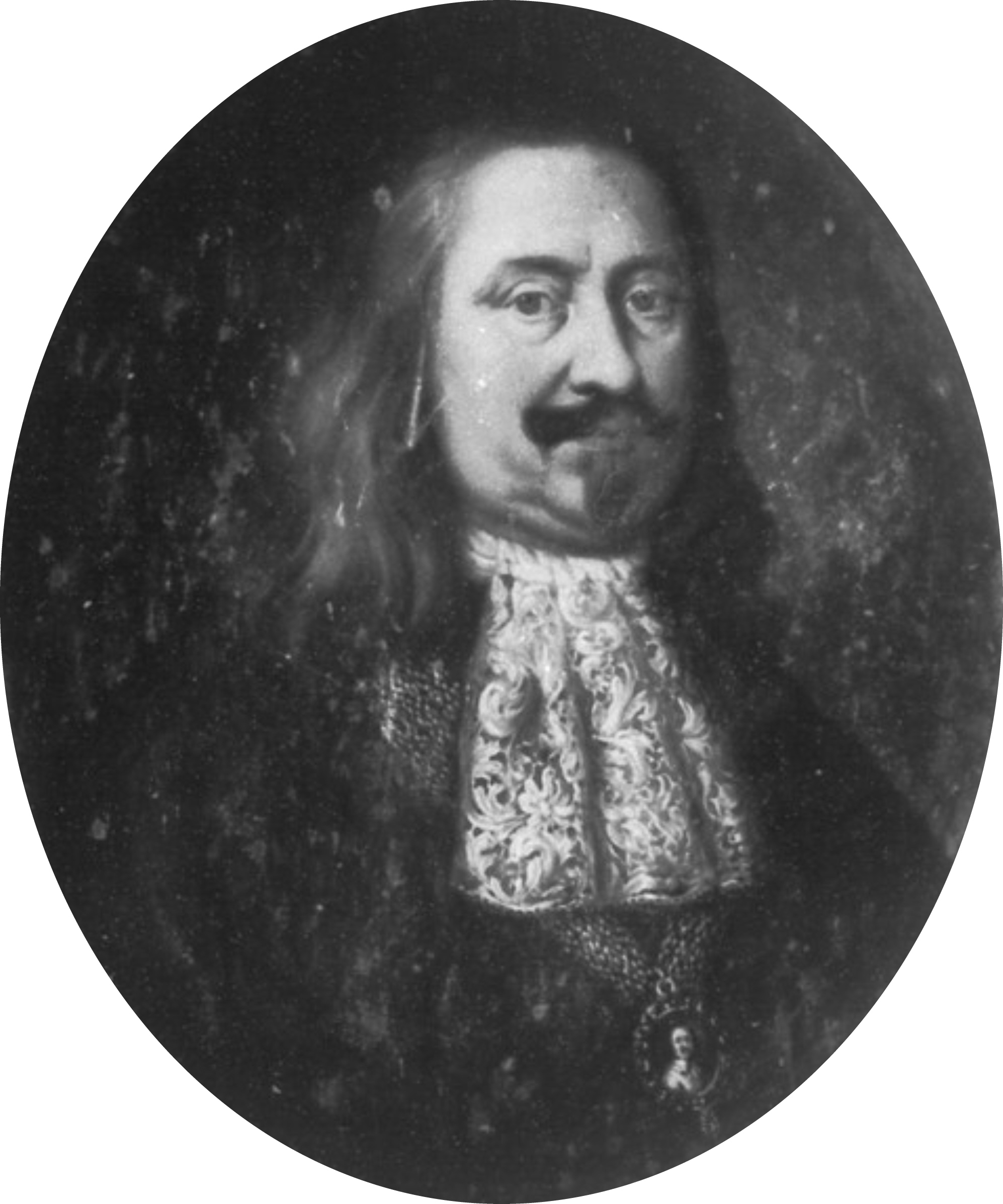
Balthasar Gloxin; Epitaph-Porträt im Schleswiger Dom

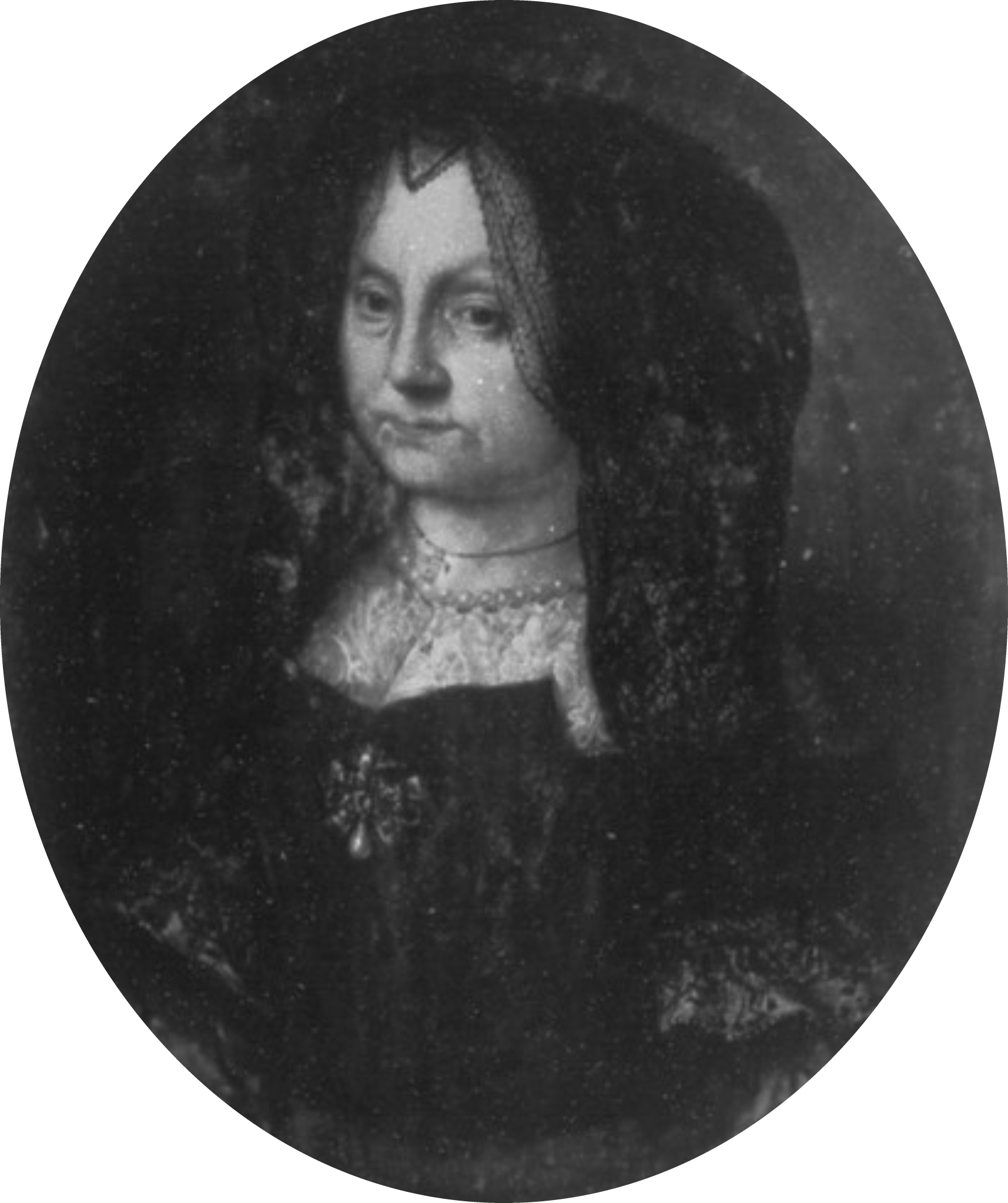
Margarete Gloxin; Epitaph-Porträt im Schleswiger Dom

Balthasar Gloxin (* 10. Januar 1601 in Burg auf Fehmarn; † 1. August 1654 in Schleswig) war ein deutscher Jurist und herzoglicher Rat.

## Leben
Balthasar Gloxin war einer der Söhne des Stadtsekretärs und späteren Bürgermeisters David Gloxin in Burg auf Fehmarn. Der gleichnamige spätere Lübecker Bürgermeister David Gloxin war ein älterer Bruder.
Gloxin besuchte gemeinsam mit seinem Bruder David die Fürstenschule Joachimsthal und danach das Katharineum zu Lübeck. Anschließend studierten sie ab 1617 Rechtswissenschaften an den Universitäten Wittenberg und Rostock. 1624 trennten sich ihre Wege. Balthasar trat als holsteinischer Kanzleirat in den Dienst des Lübecker Bischofs Johann Friedrich von Schleswig-Holstein-Gottorf, während David zum Doktor der Rechtswissenschaften promovierte und als Hofmeister zweier adliger junger Männer eine Grand Tour durch Europa antrat. 1626 immatrikulierte Balthasar sich noch einmal an der Universität Straßburg und disputierte 1633 an der Universität Rostock.
David, der 1636 Domherr in Lübeck geworden war, trat 1642 seine Präbende an Balthasar ab, der sie seinem Sohn Friedrich Hans (1635–1684), wie er herzoglicher Rat, vererbte. Balthasar Gloxin war verheiratet mit Margarete Gloxin geb. Jügert, der Tochter des Gottorfischen Hofrates Peter Jügert (1567–1639).

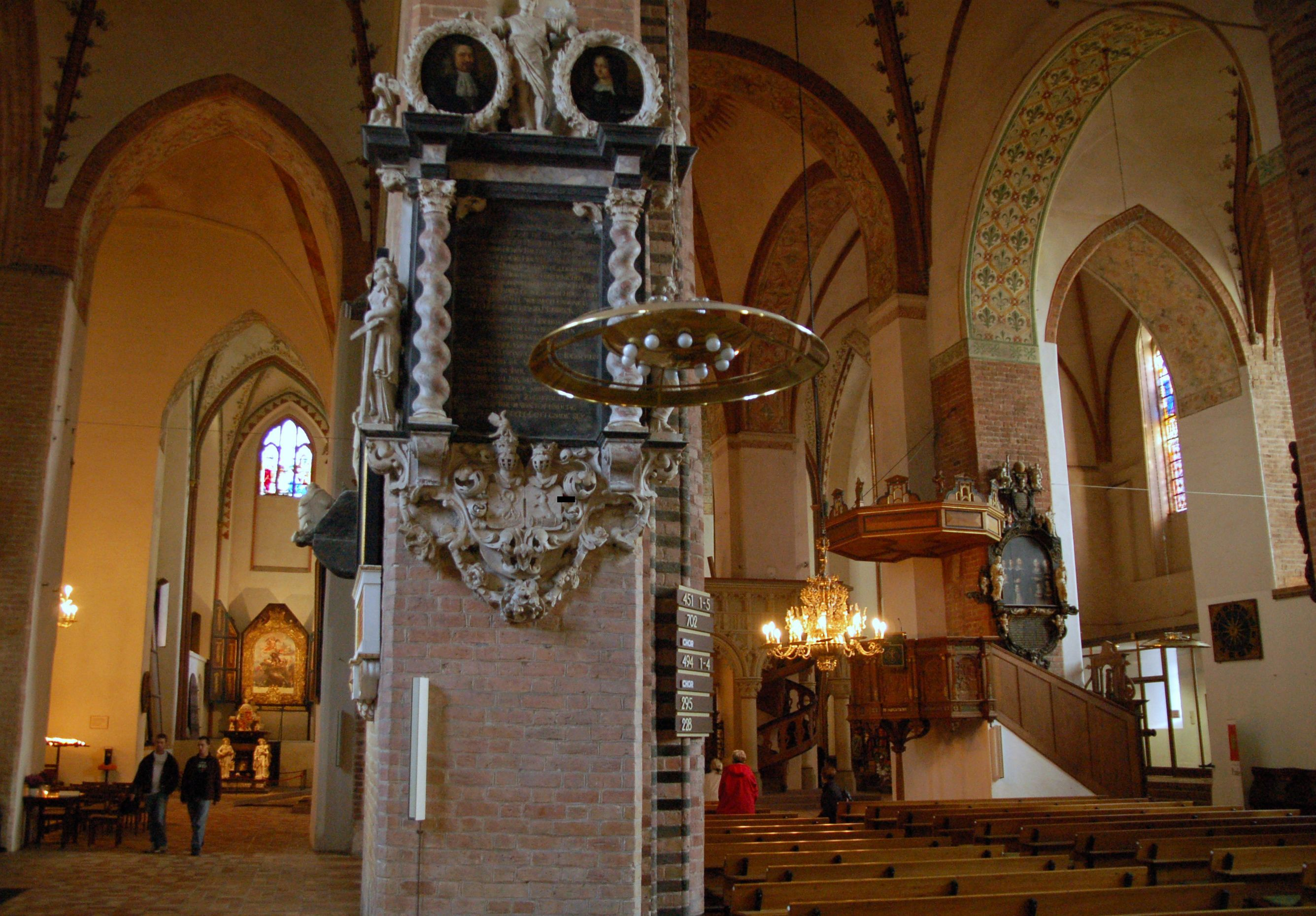
Epitaph Gloxin in Schleswig

1653 erwarb Gloxin zur Zweitverwendung die Grabplatte des ersten lutherischen Bischofs von Schleswig Tilemann von Hussen, der im Schleswiger Dom vor der Kanzel bestattet worden war. Diese Doppelfiguren-Grabplatte ist beschrieben, aber nicht erhalten. Sie zeigte neben den beiden Figuren das Jügertsche Familienwappen mit Reuse und Fischotter mit Fisch im Maul und war in den 1880er Jahren noch vorhanden. Erhalten hat sich jedoch in dieser Kirche sowohl Hussens schlichtes reformatorisches Schriftepitaph wie auch das barocke Epitaph Gloxins sowie die beiden Porträts der Eheleute Gloxin. Gloxins Ehefrau Margarethe ist heute noch bildlich im Schleswiger Dom dreifach an verschiedenen Stellen präsent: als Kind auf dem Epitaph ihrer Eltern Jügert aus dem Jahr 1645, im Porträt als Ehefrau und auf dem Epitaph ihres Mannes als trauernde Witwe.